# كينغسبورت
كينغسبورت (بالإنجليزية: Kingsport, Tennessee)‏ هي مدينة تقع في right بولاية تينيسي في وسط شرق الولايات المتحدة. تأسست عام Dennis Phillips، تبلغ مساحة هذه المدينة 1771 (كم²)، وترتفع عن سطح البحر 116.6 م، بلغ عدد سكانها 309,544 نسمة في عام 2010 حسب إحصاء مكتب تعداد الولايات المتحدة وتصل الكثافة السكانية فيها 51,501 (US: 704th) نسمة/كم2.

## التركيبة السكانية
حدّد مكتب تعداد الولايات المتحدة بيانات التركيبة السكانية لكينغسبورت في تعداد الولايات المتحدة. في ما يلي، التركيبة السكانية حسب تعدادي 2000 و2010.

### تعداد عام 2000
بلغ عدد سكان كينغسبورت 44,905 نسمة بحسب تعداد عام 2000، وبلغ عدد الأسر 19,662 أسرة وعدد العائلات 12,638 عائلة مقيمة في المدينة. في حين سجلت الكثافة السكانية 323.7 نسمة لكل كيلومتر مربع (838.4/ميل2). وبلغ عدد الوحدات السكنية 21,796 وحدة بمتوسط كثافة قدره 157.1 لكل كيلومتر مربع (406.9/ميل2).
وتوزع التركيب العرقي للمدينة بنسبة 93.32% من البيض و4.22% من الأمريكيين الأفارقة و0.24% من الأمريكيين الأصليين و0.79% من الأمريكيين ذوي الأصول الآسيوية و0.02% من سكان جزر المحيط الهادئ و0.34% من الأعراق الأخرى و1.06% من عرقين مختلطين أو أكثر و1.05% من الهسبانيون أو اللاتينيون من أي عرق.
بلغ عدد الأسر 19,662 أسرة كانت نسبة 29% منها لديها أطفال تحت سن الثامنة عشر تعيش معهم، وبلغت نسبة الأزواج القاطنين مع بعضهم البعض 48.5% من أصل المجموع الكلي للأسر، ونسبة 12.7% من الأسر كان لديها معيلات من الإناث دون وجود شريك،  بينما كانت نسبة 3.1% من الأسر لديها معيلون من الذكور دون وجود شريكة وكانت نسبة 35.7% من غير العائلات. تألفت نسبة 32.5% من أصل جميع الأسر من عدة أفراد يعيشون في نفس المنزل ونسبة 14.7% كانت تتألف من شخص يعيش بمفرده يبلغ من العمر 65 عاماً أو أكثر. وبلغ متوسط حجم الأسرة المعيشية 2.22، أما متوسط حجم العائلات فبلغ 2.80.
بلغ العمر الوسطي للسكان 41.9 عاماً. وكانت نسبة 21.6% من القاطنين تحت سن الثامنة عشر، وكانت نسبة 6.4% بين الثامنة عشر والرابعة والعشرين عاماً، ونسبة 25.9% كانت واقعةً في الفئة العمرية ما بين الخامسة والعشرين والرابعة والأربعين عاماً، ونسبة 25.1% كانت ما بين الخامسة والأربعين والرابعة والستين، ونسبة 18.3% كانت ضمن فئة الخامسة والستين عاماً فما فوق. يوجد لكل 100 أنثى 85.4 ذكر، ويوجد لكل 100 أنثى في الثامنة عشر من عمرها فما فوق 81.2 ذكر.
بلغ متوسط دخل الأسرة في المدينة 30,524 دولارًا، أما متوسط دخل العائلة فبلغ 40,183 دولارًا. وكان متوسط دخل الذكور 33,075 دولارًا مقابل 23,217 دولارًا للإناث. وسجل دخل الفرد الخاص بالمدينة 20,549 دولارًا. وكانت نسبة 14.2% من العائلات ونسبة 17.1% من السكان تحت خط الفقر، وكان من هؤلاء نسبة 25.3% تحت سن الثامنة عشر ونسبة 13% في الخامسة والستين من العمر وما فوق.

### تعداد عام 2010
بلغ عدد سكان كينغسبورت 48,205 نسمة بحسب تعداد عام 2010، وبلغ عدد الأسر 21,289 أسرة وعدد العائلات 13,096 عائلة مقيمة في المدينة. في حين سجلت الكثافة السكانية 347.4 نسمة لكل كيلومتر مربع (899.8/ميل2). وبلغ عدد الوحدات السكنية 23,784 وحدة بمتوسط كثافة قدره 171.4 لكل كيلومتر مربع (443.9/ميل2).
وتوزع التركيب العرقي للمدينة بنسبة 91.92% من البيض و4.05% من الأمريكيين الأفارقة و0.26% من الأمريكيين الأصليين و1% من الأمريكيين ذوي الأصول الآسيوية و0.03% من سكان جزر المحيط الهادئ و0.89% من الأعراق الأخرى و1.84% من عرقين مختلطين أو أكثر و2.15% من الهسبانيون أو اللاتينيون من أي عرق.
بلغ عدد الأسر 21,289 أسرة كانت نسبة 27.1% منها لديها أطفال تحت سن الثامنة عشر تعيش معهم، وبلغت نسبة الأزواج القاطنين مع بعضهم البعض 44.1% من أصل المجموع الكلي للأسر، ونسبة 13.5% من الأسر كان لديها معيلات من الإناث دون وجود شريك،  بينما كانت نسبة 4% من الأسر لديها معيلون من الذكور دون وجود شريكة وكانت نسبة 38.5% من غير العائلات. تألفت نسبة 33.9% من أصل جميع الأسر من عدة أفراد يعيشون في نفس المنزل ونسبة 15.6% كانت تتألف من شخص يعيش بمفرده يبلغ من العمر 65 عاماً أو أكثر. وبلغ متوسط حجم الأسرة المعيشية 2.22، أما متوسط حجم العائلات فبلغ 2.83.
بلغ العمر الوسطي للسكان 44.0 عاماً. وكانت نسبة 21% من القاطنين تحت سن الثامنة عشر، وكانت نسبة 7.3% بين الثامنة عشر والرابعة والعشرين عاماً، ونسبة 23% كانت واقعةً في الفئة العمرية ما بين الخامسة والعشرين والرابعة والأربعين عاماً، ونسبة 27.9% كانت ما بين الخامسة والأربعين والرابعة والستين، ونسبة 20.8% كانت ضمن فئة الخامسة والستين عاماً فما فوق. وتوزع التركيب الجنسي للسكان بنسبة 46.4% ذكور و53.6% إناث.

## أعلام
- جيمس ألان شيلتون
- داريل كاستيل
- جانيت كارتر
- ديني كروفورد
- جيمس فريزر باركر
- سكيب براون
- سوزان ديفيد هال
- توماس هوب
- أيه بي كارتر
- جورج ديل

## وصلات خارجية
- 1303478
- The US50 - Cities and Towns in Tennessee State